# Elisa Klapheck
Elisa Klapheck (geboren am 10. Dezember 1962 in Düsseldorf) ist eine liberale Rabbinerin in Deutschland. Sie arbeitet in Frankfurt am Main und als Professorin am Zentrum für Komparative Theologie und Kulturwissenschaften der Universität Paderborn.

## Leben
Elisa Klapheck ist Tochter von Lilo Lang, die in Rotterdam in eine jüdische Familie geboren wurde, und des erst spät zum Judentum übergetretenen Künstlers Konrad Klapheck. Angehörige ihrer Mutter wurden in den Konzentrationslagern Auschwitz und Theresienstadt ermordet. Klapheck wuchs in Düsseldorf und in den Niederlanden auf.
Sie studierte Politikwissenschaft, Rechtswissenschaft und Judaistik in den Städten Nijmegen, Hamburg und Berlin. 1998 wurde sie Pressesprecherin der Jüdischen Gemeinde zu Berlin und verantwortliche Redakteurin des Gemeindemagazins jüdisches berlin. Bis dahin arbeitete sie als Journalistin und Redakteurin für Zeitungen wie den Berliner Tagesspiegel und die taz sowie für Rundfunk und Fernsehen. Einer ihrer Themenschwerpunkte war die Öffnung Mittel- und Osteuropas. Hierüber verfasste sie zahlreiche Reportagen.

## Engagement
Seit Mitte der 1990er Jahre engagiert sie sich in der jüdischen Erneuerungsbewegung in Deutschland. So gehörte sie zu den Mitbegründern der liberalen Synagoge Oranienburger Straße in Berlin, in der seit 1998 egalitäre Gottesdienste durchgeführt werden. Als jüdische Feministin initiierte sie im Mai 1999 gemeinsam mit Lara Dämmig und Rachel Monika Herweg „Bet Debora“ – eine historisch erste „Tagung europäischer Rabbinerinnen, Kantorinnen und rabbinisch gelehrter Jüdinnen und Juden“ in Berlin. Es folgten hierauf noch zwei weitere Tagungen von „Bet Debora“ in Berlin sowie darauf folgend auch in anderen europäischen Städten.
Parallel zu ihrer Berufstätigkeit bildete sich Klapheck über fünf Jahre zur Rabbinerin aus und erhielt im Januar 2004 durch das „Aleph Rabbinic Program“ in den USA ihre S‘micha (Ordination). 2005 zog sie für vier Jahre nach Amsterdam und war dort als erste Rabbinerin in der niederländisch-jüdischen Geschichte bei der Gemeinde „Beit Ha’Chidush“ (Haus der Erneuerung) angestellt. Im Jahre 2009 kam sie nach Deutschland zurück und ist seitdem offiziell Rabbinerin des „Egalitären Minjan“ in der Jüdischen Gemeinde Frankfurt am Main. Außerdem ist sie Mitglied der Allgemeinen Rabbinerkonferenz Deutschland (ARK), deren Vorsitzende sie seit 2023 ist, sowie assoziiertes Mitglied des Rabbinic Board von „Liberal Judaism“ in London, außerdem Mitgründerin von JLEV, dem Jüdischen Liberal-Egalitären Verband unter dem Dach des Zentralrates, quasi einer Gegenorganisation zur Union progressiver Juden, deren Mitglied sie vorher war.
Elisa Klapheck ist eine von vier Rabbinerinnen, die 2010 im Dokumentarfilm Kol Ishah: Der Rabbi ist eine Frau von Hannah Heer porträtiert wurde.
2011 gehörte sie in Frankfurt zu den Mitbegründern von „Torat HaKalkala - Verein zur Förderung der angewandten jüdischen Wirtschafts- und Sozialethik“.

## Öffentliche Stellungnahmen
Klapheck engagiert sich für eine Erneuerung der jüdischen Tradition in der Auseinandersetzung mit heutigen, gesellschaftspolitischen Fragestellungen. Sie schreibt regelmäßig rabbinisch-politische Kommentare für die „Jüdische Allgemeine“ und verschiedene Radiosender. Ihre Autobiographie So bin ich Rabbinerin geworden erschien im Jahr 2005. Außerdem verfasste sie eine Darstellung über die erste Rabbinerin Regina Jonas und gab gemeinsam mit Lara Dämmig die Gebete von Bertha Pappenheim neu heraus. 2014 veröffentlichte sie eine Monographie über die Philosophin Margarete Susman unter dem Titel „Margarete Susman und ihr jüdischer Beitrag zur politischen Philosophie“.
Sie schrieb unter anderem eine kritische Stellungnahme zum Dokumentarfilm Der Tod ist ein Meister aus Deutschland in der taz Berlin.

## Werke
- Fräulein Rabbiner Jonas. Kann die Frau das rabbinische Amt bekleiden? Berlin 1999 ISBN 978-3-933471-17-8 (engl. 2004, übersetzt von Toby Axelrod)
- So bin ich Rabbinerin geworden. Jüdische Herausforderungen hier und jetzt, Freiburg 2005 ISBN 978-3-451-05577-5
- Bertha Pappenheim: Gebete, Prayer. Berlin 2005 ISBN 978-3-933471-41-3
- Wie ich Rabbinerin wurde. Verlag Herder, Freiburg 2012, ISBN 978-3-451-33917-2.
- Margarete Susman und ihr jüdischer Beitrag zur politischen Philosophie. Hentrich & Hentrich, Berlin 2014 ISBN 978-3-95565-036-0. Taschenbuchausgabe (2021): ISBN 978-3-95565-432-0.
- als Hg. mit Ruth Calderon: Säkulares Judentum aus religiöser Quelle. Machloket / Streitschriften 1, Hentrich & Hentrich, Berlin 2015 ISBN 978-3-95565-084-1
- Rabbinerin mit religiös-politischem Bewusstsein. Das Wort "kadosch" sollte heute nicht nur rituell aufgefasst werden, in Jalta. Positionen zur jüdischen Gegenwart. Halbjahresschrift, Hg. Micha Brumlik u. a., H. 1, 2017. Neofelis Verlag ISSN 2510-3725 S. 37–41
- Regina Jonas. Die weltweit erste Rabbinerin. 2., überarbeitete Auflage. Berlin/Leipzig: Hentrich & Hentrich 2019. ISBN 978-3-95565-362-0 (1. Auflage 2003).
- mit Bruno Landthaler und Rosa Rappoport: Deutschland braucht jüdischen Religionsunterricht. Berlin/Leipzig: Hentrich & Hentrich 2019. ISBN 978-3-95565-342-2.
- mit Barbara Traub und Abraham de Wolf: Dina de-Malchuta Dina – oder Gott braucht den säkularen Rechtsstaat. Machloket / Streitschriften 5. Hentrich & Hentrich, Leipzig 2020, ISBN 978-3-95565-399-6.
- mit Micha Brumlik und Susannah Heschel: Judentum. Islam. Ein neues Dialogszenario. Machloket / Streitschriften 6. Hentrich & Hentrich, Leipzig 2022, ISBN 978-3-95565-506-8.
- Zur politischen Theologie des Judentums. Hamburg: Europäische Verlagsanstalt 2022

## Presseberichterstattung
- Astrid Ludwig: Im Porträt: Keine Frau der leisen Töne. In: Frankfurter Rundschau, 27. Januar 2010
- Philipp Gessler & Waltraud Schwab: „Ich bin für ein wehrhaftes Judentum.“ In: die tageszeitung, 1. März 2004 (Interview)
- Rainer Hank: Rabbinerin Elisa Klapheck: „Gott ist der erste große Gläubiger seiner Schöpfung“. In: Frankfurter Allgemeine Zeitung, 7. Januar 2012 (Interview)